# Näsåker
Näsåker is een plaats in de gemeente Sollefteå in het landschap Ångermanland en de provincie Västernorrlands län in Zweden. De plaats heeft 541 inwoners (2005) en een oppervlakte van 99 hectare. De plaats ligt aan de rivier de Ångermanälven.

## Verkeer en vervoer
Bij de plaats loopt de Riksväg 90.